# الکس فارسیت
الکس فارسیت (انگلیسی: Alex Forsyth (footballer)؛ زادهٔ ۵ فوریهٔ ۱۹۵۲) یک بازیکن فوتبال اهل اسکاتلند است.
از باشگاه‌هایی که در آن بازی کرده‌است می‌توان به باشگاه فوتبال آرسنال اشاره کرد.